# Centro Sur
Centro Sur is een provincie in het continentale deel van Equatoriaal-Guinea. Met een oppervlakte van 9931 km² is het de grootste provincie van het land. Het heeft 125.856 inwoners (2001) en de hoofdstad is Evinayong.
Annobón · Bioko Norte · Bioko Sur · Centro Sur · Kié-Ntem · Litoral · Wele-Nzas